# Parnelli VPJ4
O VPJ4/VPJ4B é o modelo da Parnelli das temporadas entre 1974 e 1976 da F1. 
Foi guiado por Mario Andretti.